# Ольбрыхский, Даниэль
Да́ниэль Ма́рцель Ольбры́хский (пол. Daniel Marcel Olbrychski; род. 27 февраля 1945 года, Лович, Польша) — польский актёр театра и кино, писатель.

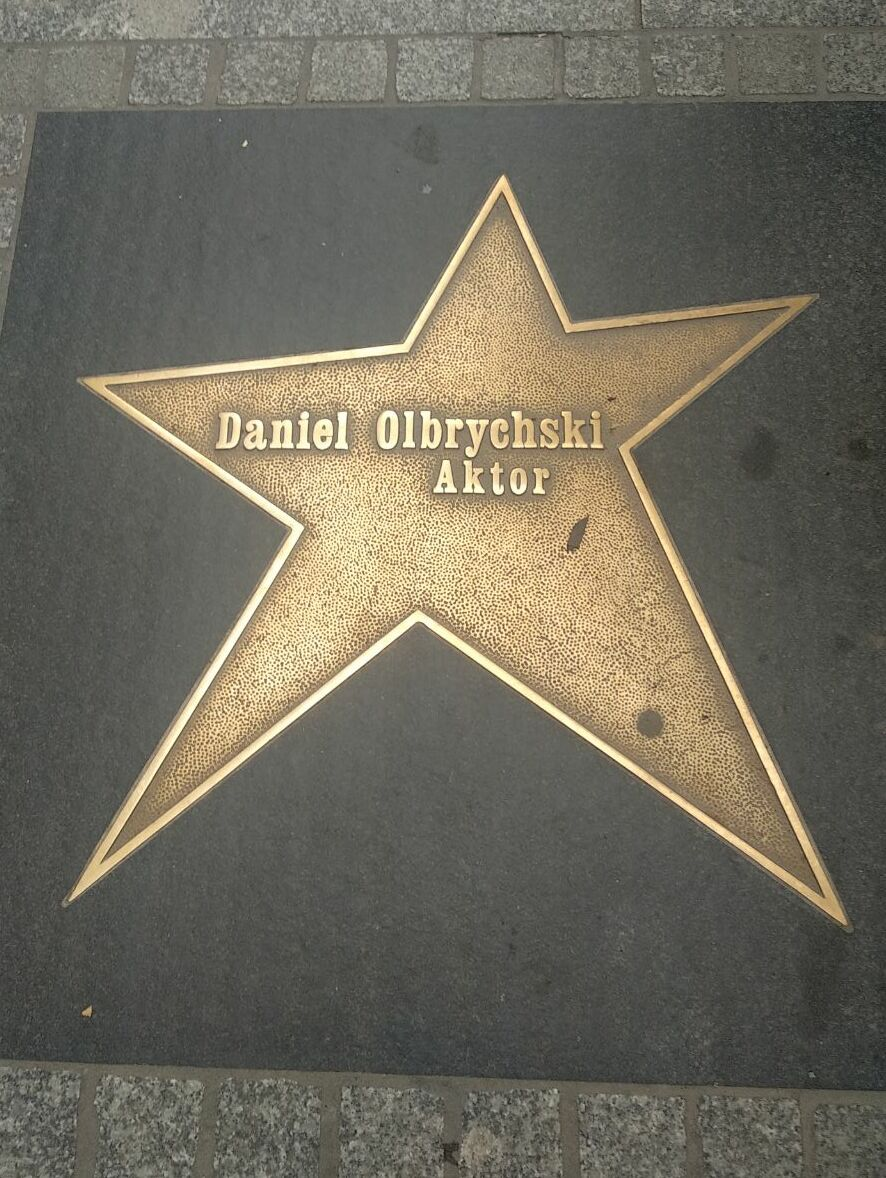

## Биография
Даниэль Ольбрыхский родился в Польше, в городе Ловиче 27 февраля 1945 года в семье журналиста Франтишека Ольбрыхского (1905—1981) и лицейской преподавательницы иностранных языков Клементины Солонович-Ольбрыхской (16 сентября 1909 — 4 февраля 1995). У актёра был старший брат Кшиштоф (был физиком, умер 13 марта 2017 года). Родители участвовали в Варшавском восстании. После рождения Даниэля семья переехала в родной город Клементины Дрохичин, где Даниэль прожил до 11 лет, после чего семья перебралась в Варшаву. Они поселились в коммуналке на Новогродской улице, где жили ещё 3 семьи. Даниэлю досталась проходная комната, через которую все ходили в ванную.
В Варшаве он окончил неполную среднюю школу и поступил в лицей имени Стефана Батория. Будучи подростком, прошёл отбор в любительскую молодёжную студию на варшавском телевидении и начал выступать в телевизионной «Поэтической студии», которой руководил режиссёр Анджей Кониц. Он добился там большого признания и в 1963 году, оканчивая лицей, дебютировал в кино («Раненый»). Спустя год он поступил в театральный институт и на первом же курсе сыграл яркую и сложную роль в фильме Анджея Вайды «Пепел». Успех этого фильма и талантливое исполнение роли послужили началом взлёта актёра. После фильма «Охота на мух» Даниэль становится любимым актёром Анджея Вайды, появляясь во многих его знаменитых фильмах.
Молодой Ольбрыхский с успехом снялся в короткометражных фильмах Кшиштофа Занусси «Зачет» и «Роль», а затем исполнил главную роль в полнометражном фильме режиссёра «Семейная жизнь». В дальнейшем он снимался у ведущих мастеров польского и европейского кино: Джозефа Лоузи, Фолькера Шлёндорфа, Маргарете фон Тротта, Кшиштофа Кесьлёвского, Миклоша Янчо, Мауро Болоньини, Клода Лелуша.
В 2006 году был ведущим реалити-шоу «Империя» на российском «Первом канале». Помимо родного польского, свободно владеет русским и английским языками.

### Личная жизнь
Официально был трижды женат: на актрисе Монике Дзенисевич-Ольбрыхской (26 февраля 1971 года у них родился сын Рафал, стал музыкантом), на журналистке Зузанне Лапицкой, дочери Анджея Лапицкого (в 1982 году у них родилась дочь Вероника, живёт в США), с 23 октября 2003 года женат на театроведе Кристине Демской-Ольбрыхской, которая также является его менеджером.
В середине 1970-х годов встречался с певицей Марылей Родович. Также встречался с немецкой актрисой Барбарой Зуковой, в 1991 году у них родился сын Виктор Лонго-Ольбрыхский (живёт в Нью-Йорке).

## Политическая позиция
Был членом почётного комитета в поддержку Бронислава Коморовского перед президентскими выборами в Польше в 2015 году.
С началом войны на востоке Украины Даниэль Ольбрыхский открыто выступил с осуждением позиции российского руководства: с 2014 по 2017 годы он не занимался ни одним из проектов в России. Неоднократно выступал в защиту арестованного в России украинского режиссёра Олега Сенцова. В июне 2014 года и августе 2015 года Даниэль, в числе прочих кинематографистов, подписал соответствующие обращения Европейской киноакадемии. Перед судом над Сенцовым Даниэль обратился с открытым письмом к Никите Михалкову.
Олбрыхский поддерживает ЛГБТ-сообщество.

## Роли в театре
- «Гамлет», Театр Повшехны, Варшава, реж. Адам Ханушкевич[7]
- «Бенёвски», Театр Повшехны, Варшава, реж. Адам Ханушкевич
- «Унесенные ветром», Театр Маригны, Париж
- «Отелло», Театр Телевидения, Варшава, реж. Анджей Хшановски
- «Преступление и наказание», Варшава,Театр Телевидения, реж. Анджей Лапицкий
- «Король Лир», Театр на Воли, Варшава, реж. Андрей Кончаловский
- «Похищение Европы», Польский театр в Москве, реж. Евгений Лавренчук

## Фильмография
- 1963 — Раненый в лесу / Ranny w lesie — капрал «Кораль»
- 1965 — Пепел / Popioły — Рафал Ольбромский[8]
- 1965 — Потом наступит тишина / Potem nastąpi cisza — подпоручик Олевич
- 1966 — Брак по расчёту / Małżeństwo z rozsądku — Анджей
- 1968 — Структура кристалла / Struktura kryształu — камео (нет в титрах)
- 1968 — Графиня Коссель / Hrabina Cosel — Карл XII
- 1969 — Освобождение — Хенрик
- 1969 — Охота на мух / Polowanie na muchy — скульптор
- 1969 — Всё на продажу / Wszystko na sprzedaż — камео
- 1969 — Пан Володыёвский / Pan Wołodyjowski — Азия
- 1970 — Пейзаж после битвы / Krajobraz po bitwie — Тадеуш[9]
- 1970 — Березняк / Brzezina — Болеслав[10]
- 1970 — Семейная жизнь / Życie rodzinne — Вит
- 1970 — Пацифистка / La pacifista — иностранец
- 1970 — Агнец божий / Egy Barany — солдат
- 1971 — Роль / Rola — Пётр
- 1972 — Пилат и другие / Pilatus und andere — Ein Film für Karfreitag — Левий Матвей
- 1973 — Свадьба / Wesele — Жених
- 1974 — Земля обетованная / Ziemia obiecana — Кароль Боровецкий
- 1974 — Потоп — Анджей Кмициц
- 1976 — Дагни / Dagny — Станислав Пшибышевский
- 1979 — Жестяной барабан / Die Blechtrommel — Ян Бронски
- 1979 — Барышни из Вилько / Panny z Wilka — Виктор
- 1980 — Одни и другие / Les uns et les autres — Карл Кремер
- 1982 — Форель / La truite — Сен-Жени
- 1983 — Любовь в Германии / Eine Liebe in Deutschland — Викторчик
- 1984 — Диагональ слона / La diagonale du fou — Так-Так
- 1986 — Роза Люксембург / Rosa Luxemburg — Лео Йогихес
- 1986 — Га, га. Слава героям / Ga, ga. Chwała bohaterom — Скоп
- 1987 — Прощай, Москва / Mosca addio — Юлий
- 1988 — Невыносимая лёгкость бытия / The Unbearable Lightness Of Being — представитель МВД
- 1988 — Декалог 3 / Dekalog, trzy — Януш
- 1988 — Секрет Сахары / The Secret of the Sahara (El Secreto del Sahara) — Харед
- 1989 — Красная капелла / L’Orchestre rouge — Карл Гиринг
- 1991 — Бабочки — «Внук»
- 1992 — Короткое дыхание любви — доктор
- 1992 — Я — Иван, ты — Абрам — Степан
- 1993 — Очерёдность чувств / Kolejność uczuć — Рафал Наврот
- 1993 — И в замке радость я найду / Dinozavris kvertskhi
- 1999 — Огнём и мечом / Ogniem i mieczem — Тугай-бей
- 1999 — Сибирский цирюльник — Копновский
- 2000 — Пан Тадеуш / Pan Tadeusz — Гервазий
- 2002 — Ведьмак / Wiedźmin — Филавандрель, король эльфов
- 2002 — Месть / Zemsta — Дында
- 2003 — Древнее предание. Когда солнце было богом / Stara baśń. Kiedy słońce było bogiem — Пястун
- 2004 — Брейк-Пойнт / Break Point — актёр
- 2004 — Миледи / Milady — лорд Винтер
- 2005 — Турецкий гамбит — Маклафлин
- 2005 — Гибель империи — Штромбах
- 2005 — Неуловимый / Anthony Zimmer — Насаев
- 2005 — Персона нон грата / Persona non grata — замминистра иностранных дел Польши
- 2007 — Ницше в России
- 2008 — Человек и его собака / Un homme et son chien — таксист
- 2008 — Время чести / Czas honoru — доктор
- 2009 — Идеальный парень для моей девушки / Idealny facet dla mojej dziewczyny — доктор Гебауэр / педикюрщик / отец Грациан
- 2009 — Повторный визит / Rewizyta — Вит
- 2009 — Тарас Бульба — Красневский
- 2010 — Солт / Salt — Орлов, российский перебежчик
- 2010 — Не оставляй меня / Nie opuszczaj mnie — Бадецкий «Юпитер»
- 2010 — Одноклассники — Польский аристократ, сбежавший на Гоа
- 2011 — Варшавская битва 1920 года / 1920 Bitwa warszawska — Ю. Пилсудский
- 2012 — Комиссар Алекс / Komisarz Alex — Густав Майер
- 2012 — Одиннадцатое сентября 1683 года / Bitwa pod Wiedniem — генерал Мартин Контский
- 2013 — Легенда №17 — менеджер НХЛ
- 2014 — Пассажир из Сан-Франциско / Passenger from San Francisco — профессор Стайнман
- 2016 — Мария Кюри / Marie Curie — Эмиль Амага
- 2018 — Сувенир из Одессы — Матье Озон / Матвей Грач
- 2018 — Камердинер / Kamerdyner — Лео фон Треттов
- 2019 — Ван Гоги — Его Величество (Виктор Гинзбург)
- 2019 — Язык птиц / Mowa ptaków — Густав
- 2020 — Убей это и покинь город / Zabij to i wyjedź z tego miasta — Бегемот
- 2020 — Раз, ещё раз / Raz, jeszcze raz — Саша
- 2021 — Эгрегор — Орест Грабовский
- 2022 — Джек Райан / Jack Ryan
- 2022 — Индеец / Indián — вождь Белый Олень
- 2022 — Мой агент / Mój agent — Даниэль Ольбрыхский
- 2023 — Два слова как ключ / Dve slova jako klíc — Матеуш
- 2024 — / Powstaniec 1863 — лейтенант Антоний Леманчик
- 2024 — Простое дело / Prosta sprawa — полковник Ольбрых
- TBA — / Leaving Eden — Ксени

## Награды

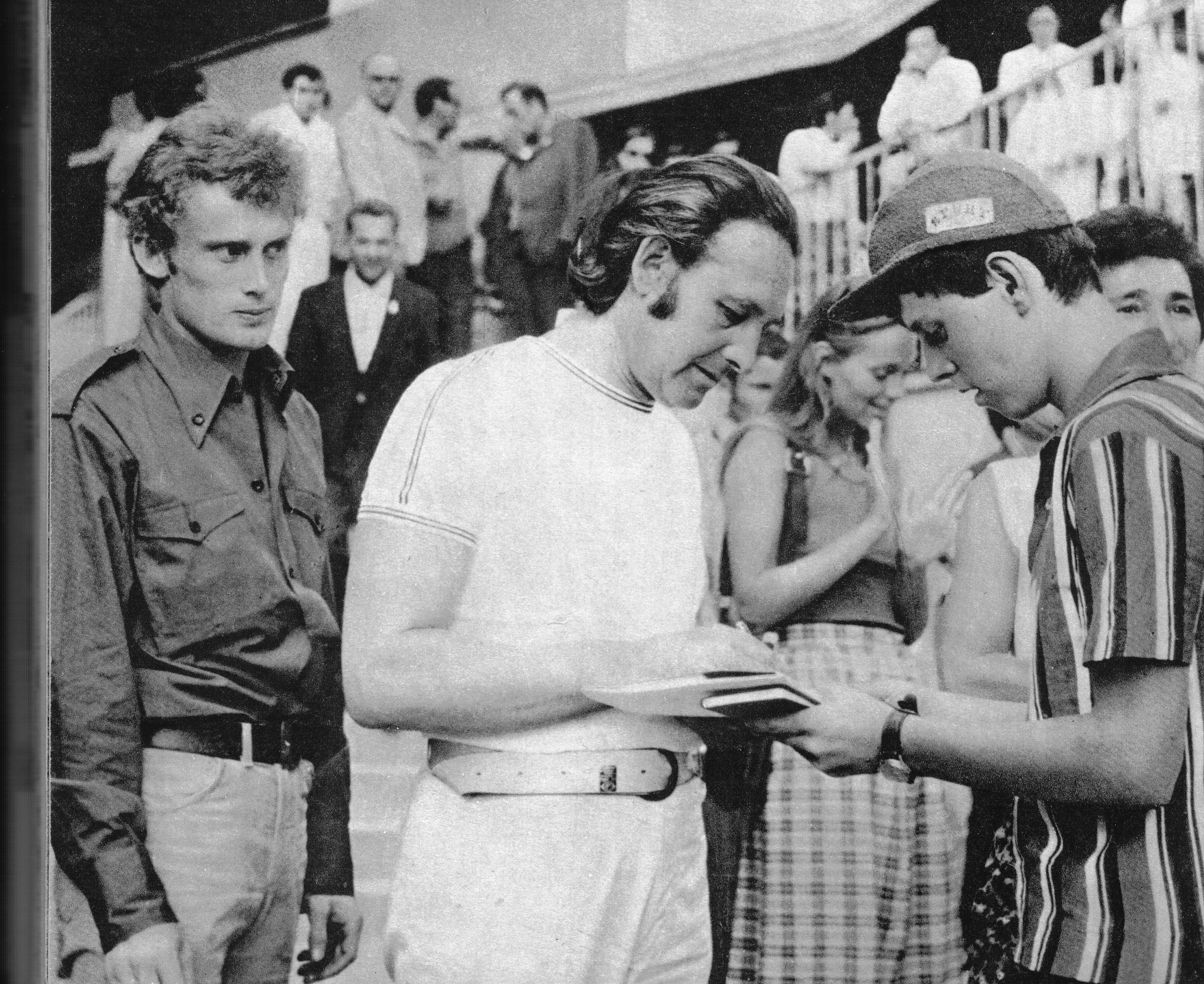
Ольбрыхский (слева) и Вайда. Конец 1960-х гг.

- Командор ордена Возрождения Польши (3 мая 1998 года)[11].
- Золотой крест Заслуги (1974 год)[12].
- Золотая медаль «За заслуги в культуре Gloria Artis» (2006 год).
- Медаль Пушкина (Россия, 1 ноября 2007 года) — за большой личный вклад в распространение русского языка и развитие международных культурных связей[13].
- Орден Дружбы народов (СССР)[14].
- Кавалер ордена Почётного легиона (Франция, 1986 год)[14][12].
- Командор ордена Искусств и литературы (Франция, 1991 год)[15].
- Офицер ордена «За заслуги перед Федеративной Республикой Германия» (Германия, 2003 год)[16].
- Почётный гражданин Варшавы (2017 год).
- Почётный гражданин Ополе (2015 год).
- Почётный гражданин Подковы-Лесьны (2025 год)[17].
- Почётный доктор Опольского университета (11 марта 2013 года).
- Специальный приз оргкомитета фестиваля «Хрустальный колокол» (Кинофестиваль «Стожары», 1999 год).
- Специальный приз «За покорение вершин актёрского мастерства и верность принципам школы К. С. Станиславского» под названием «Я верю!»[14].
- Верю. Константин Станиславский (29 Московский международный кинофестиваль, июнь 2007 года)
- Награда для Актёра за Особый Вклад в киноискусство (фестиваль Camerimage, ноябрь 2012 года).
- Звание «Выдающийся актер» на Фестивале выдающихся фильмов и встреч в Сандомире (2017 год)[18].
- Международная премия «Балтийская звезда» (2010 год)[19].